# Kvarnselet, Jämtland
Kvarnselet är en sjö i Bräcke kommun i Jämtland och ingår i Ljungans huvudavrinningsområde.